# Hibernate szűrők
A Hibernate Filters a Hibernate objektum-relációs leképezést (ORM) megvalósító programkönyvtár részei. A Hibernate filter egy globális, paraméterezett szűrő, mely névvel rendelkezik és ki- bekapcsolható egy Hibernate munkamenet során. Ezt a megközelítést az adatkezeléshez "láthatósági" szabályoknak nevezzük.

## Leírása
A Hibernate-tel meg tudjuk előre határozni a szűrési feltételeket, és ezeket osztályokhoz, vagy gyűjteményekhez kötni. Ezek a feltételek hasonlóak a HQL "WHERE" záradékához. Az alkalmazásból ezután vezérelhetjük, hogy mely szűrők lesznek futási időben engedélyezve, és mik legyenek a paramétereik. A szűrőket úgy is fel lehet fogni, mint adatbázis nézetek, azzal hogy paraméterezhetők az alkalmazásból.

## Használata

### Java
A szűrőket vagy az @org.hibernate.annotations.FilterDef, vagy az @org.hibernate.annotations.FilterDefs annotációval definiáljuk. Egy ilyen definíciónak rendelkeznie kell névvel és paraméterek halmazával, melyeket a name=(), illetve parameters() mezőkkel határozunk meg. Az így létrehozott paraméterekkel tudjuk befolyásolni a szűrő működését futási időben. Minden egyes paramétert egy @ParamDef annotáció határoz meg, mely rendelkezik name és type mezőkkel. Ezen kívül definiálható egy defaultCondition() mező is, arra az esetre, ha nem határoznánk megy egyet se az egyes @Filter-ekben. A @FilterDef(s)-eket osztály, és csomag szinten definiálhatjuk.
Az alábbi példán bemutatásra kerülnek az annotációk használatai, és, hogy hogyan adható meg SQL a paraméterek meghatározásához:
```
 
@Entity

 
@FilterDef
(
name
=
"minLength"
,
 
parameters
=
@ParamDef
(
 
name
=
"minLength"
,
 
type
=
"integer"
 
)
 
)

 
@Filters
(
 
{

     
@Filter
(
name
=
"betweenLength"
,
 
condition
=
":minLength <= length and :maxLength >= length"
),

     
@Filter
(
name
=
"minLength"
,
 
condition
=
":minLength <= length"
)

 
}
 
)

 
public
 
class
 
Forest
 
{
 
...
 
}

```

Amikor asszociációs táblát használunk több-több kapcsolat kezelésére, lehetőség van rá, hogy a szűrőt vagy a cél entitásra alkalmazzuk, vagy magára az asszociációs táblára. Az előbbi példától eltérően, asszociációs táblára szűrő paramétert a @FilterJoinTable annotációval tehetünk:
```
 
@OneToMany

 
@JoinTable

 
//szűrő az entitás táblájára

 
@Filter
(
name
=
"betweenLength"
,
 
condition
=
":minLength <= length and :maxLength >= length"
)

 
//szűrő az asszociációs táblára

 
@FilterJoinTable
(
name
=
"security"
,
 
condition
=
":userlevel >= requredLevel"
)

 
public
 
Set
<
Forest
>
 
getForests
()
 
{
 
...

```

### XML
A Hibernate szűrőket a Hibernate konfigurációs fájljában is definiálhatjuk, és hasonlóképpen kell eljárnunk létrehozásakor.
Szűrő definiálása XML-ben:
```
 
<filter-def
 
name=
"myFilter"
>

     
<filter-param
 
name=
"myFilterParam"
 
type=
"string"
/>

 
</filter-def>

```

Ez az szűrő aztán hozzácsatolható osztályhoz, vagy gyűjteményhez (akár egyidejűleg is):
```
 
<class
 
name=
"myClass"
 
...
>

     
...

     
<filter
 
name=
"myFilter"
 
condition=
":myFilterParam = MY_FILTERED_COLUMN"
/>

     
<set
 
...
>

         
<filter
 
name=
"myFilter"
 
condition=
":myFilterParam = MY_FILTERED_COLUMN"
/>

     
</set>
  

 
</class>

```

### Vezérlés
Futási időben a Session enableFilter(String filterName), getEnabledFilter(String filterName), és a disableFilter(String filterName) metódusaid használjuk a szűrők beállítására. Alapértelmezetten a szűrők nincsenek bekapcsolva. Az enableFilter metódussal bekapcsolhatunk egy szűrőt, mely ezután visszaad egy Filter interfésszel rendelkező objektumot. Egy példa a használatára:
```
 
session
.
enableFilter
(
"myFilter"
).
setParameter
(
"myFilterParam"
,
 
"some-value"
);

```

Ahhoz, hogy mindig effektív rekordhalmazokkal dolgozzunk, mindig először kapcsoljuk be a szűrőket, és utána végezzünk lekérdezéseket.

## Külső hivatkozások
- Hibernate documentation